# Ackommodation (psykologi)
Ackommodation är inom psykologin den process som sker när en individ tar till sig kunskap på ett sådant sätt att denne ändrar sina kognitiva scheman dvs det sker en förändring i tankestrukturer. Uttrycket kom att användas av den schweiziska psykologen och pedagogen Jean Piaget som ett sätt att förklara hur individen tar till sig ny kunskap. Begreppet hör ihop med det Piaget benämnde assimilation. Dessa två processer hörde enligt Piaget ihop, eftersom han ansåg att de kompletterade varandra.
Ackommodation används även som begrepp inom fysiologi. 